# Argomuellera basicordata
Argomuellera basicordata là một loài thực vật có hoa trong họ Đại kích. Loài này được Peter ex Radcl.-Sm. mô tả khoa học đầu tiên năm 1975 publ. 1976.